# Lloyds Bank
Lloyds Bank plc je britská retailová a komerční banka s pobočkami v Anglii a Walesu. Tradičně je považována za jednu z clearingových bank „velké čtyřky“. Lloyds Bank je největší retailovou bankou ve Velké Británii, má rozsáhlou síť poboček a bankomatů v Anglii a Walesu (a také dohodu, že její zákazníci mohou být obsluhováni pobočkami Bank of Scotland ve Skotsku, pobočkami Halifax v Severním Irsku a naopak) a nabízí nepřetržité telefonické a online bankovní služby. V roce 2012 měla 16 milionů osobních zákazníků a malých podnikatelských účtů.
Byla založena v Birminghamu v roce 1765, v průběhu devatenáctého a dvacátého století expandovala a převzala řadu menších bankovních společností. V roce 1995 se spojila s Trustee Savings Bank a v letech 1999 až 2013 obchodovala pod názvem Lloyds TSB Bank plc. V lednu 2009 se stala hlavní dceřinou společností skupiny Lloyds Banking Group, která vznikla převzetím HBOS tehdejší skupinou Lloyds TSB Group. Její provozní ústředí se nachází v Londýně, další pobočky má ve Walesu a Skotsku. Provozuje také řadu kancelářských komplexů, sídel značek a datových center v hrabství Yorkshire v Leedsu, Sheffieldu a Halifaxu.